# Estados Unidos nos Jogos Olímpicos de Inverno de 1924
Os Estados Unidos competiram nos Jogos Olímpicos de Inverno de 1924 em Chamonix, França.